# Los Sonor
Los Sonor est un groupe espagnol de rock et pop, originaire de Madrid, actif dans les années 1960.

## Histoire
Il s'agit de l'un des premiers représentants de la pop, qui était encore loin d'être établie en Espagne en 1960 lors de sa formation. Leur répertoire contenait des adaptations de chanteurs italiens et d'artistes du marché anglo-saxon, comme notamment leur reprise de Melody Unchained, ainsi que celles des Beatles. Ils ont également modernisé des chansons espagnoles traditionnelles telles que Los Cuatro muleros (comme l'avaient fait auparavant Los Pekenikes), El Relicario-twist, Campanilleros et Malagueña.
En 1965, Tony Martínez et Manolo Fernández quittent le groupe pour former Los Bravos, avec Mike Kennedy. Immédiatement, Carlos Guitart rejoint Los Flecos, Jorge Matey rejoint Los Pekenikes, José Luis González forme Los Pasos, et Manolo Díaz entame une carrière solo. Tous ces événements précipitent la fin du groupe.